# Elousa schausi
Elousa schausi är en fjärilsart som beskrevs av Eugenio Giacomelli 1911. Elousa schausi ingår i släktet Elousa och familjen nattflyn. Inga underarter finns listade i Catalogue of Life.